# Бушавен Бержан
Бушавен Бержан (фр. Bouchavesnes-Bergen) насеље је и општина у североисточној Француској у региону Пикардија, у департману Сома која припада префектури Перон.
По подацима из 2011. године у општини је живело 339 становника, а густина насељености је износила 33,6 становника/km². Општина се простире на површини од 10,09 km². Налази се на средњој надморској висини од 130 метара (максималној 152 m, а минималној 79 m).

## Демографија
| 1962. | 1968. | 1975. | 1982. | 1990. | 1999. | 2011. |
| ----- | ----- | ----- | ----- | ----- | ----- | ----- |
| 231   | 239   | 225   | 277   | 359   | 326   | 339   |

График промене броја становника у току последњих година